# تشلغرد
تشلغرد (بالفارسية: چلگرد) هي مدينة تقع في إيران في البلدة المركزية. يقدر عدد سكانها بـ 2,708 نسمة .